# André Thieme
André Thieme (Hoyerswerda, RDA, 25 de abril de 1975) es un jinete alemán que compite en la modalidad de salto ecuestre. Ganó dos medallas en el Campeonato Europeo de Saltos Ecuestres de 2021, oro en la prueba inidividual y plata por equipos.

## Palmarés internacional
| Campeonato Europeo | Campeonato Europeo    | Campeonato Europeo | Campeonato Europeo |
| Año                | Lugar                 | Medalla            | Categoría          |
| ------------------ | --------------------- | ------------------ | ------------------ |
| 2021               | Riesenbeck (Alemania) | Medalla de oro     | Individual         |
| 2021               | Riesenbeck (Alemania) | Medalla de plata   | Por equipos        |